# CSIO Barcelona

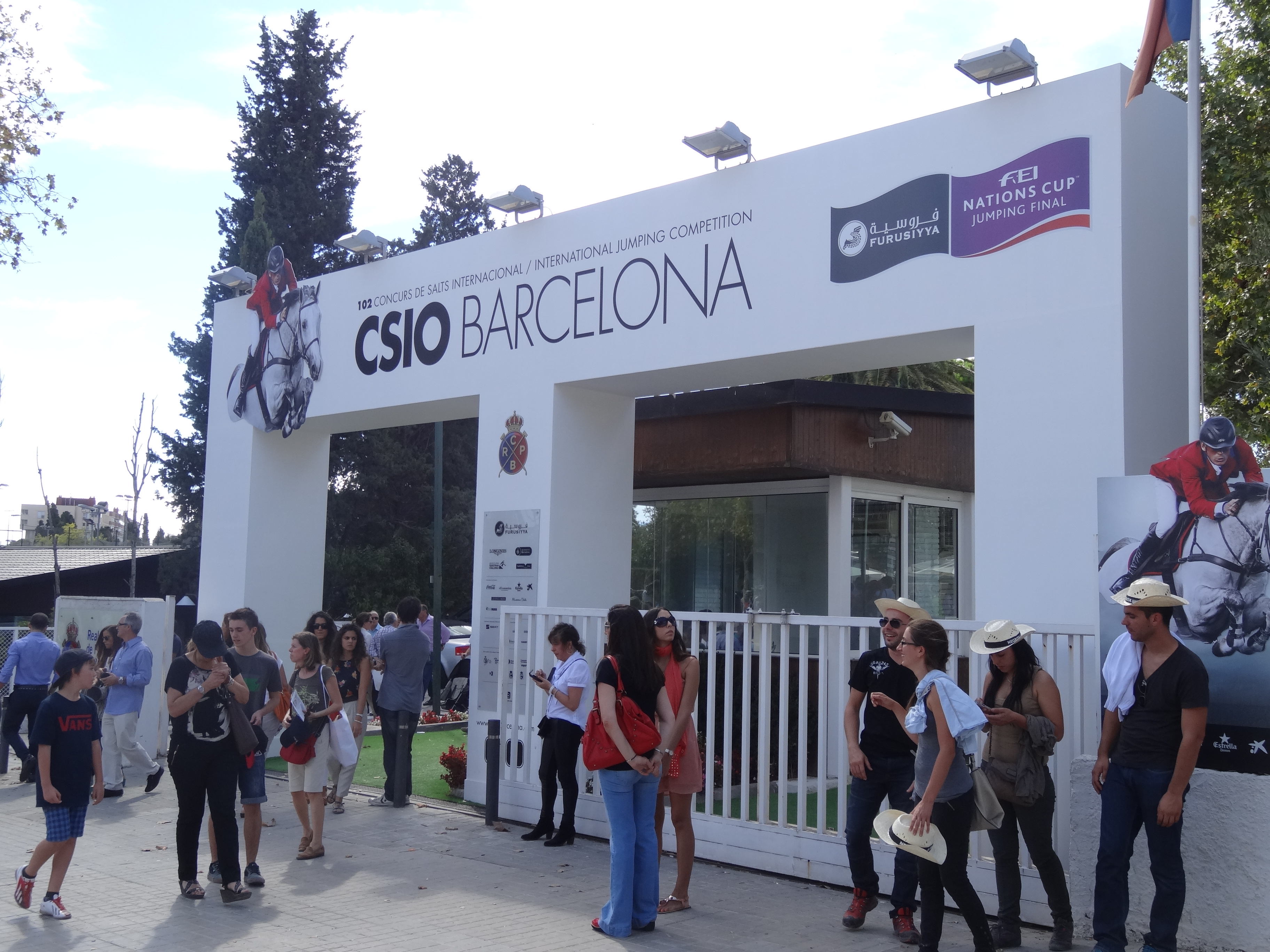
Eingang zum CSIO Barcelona

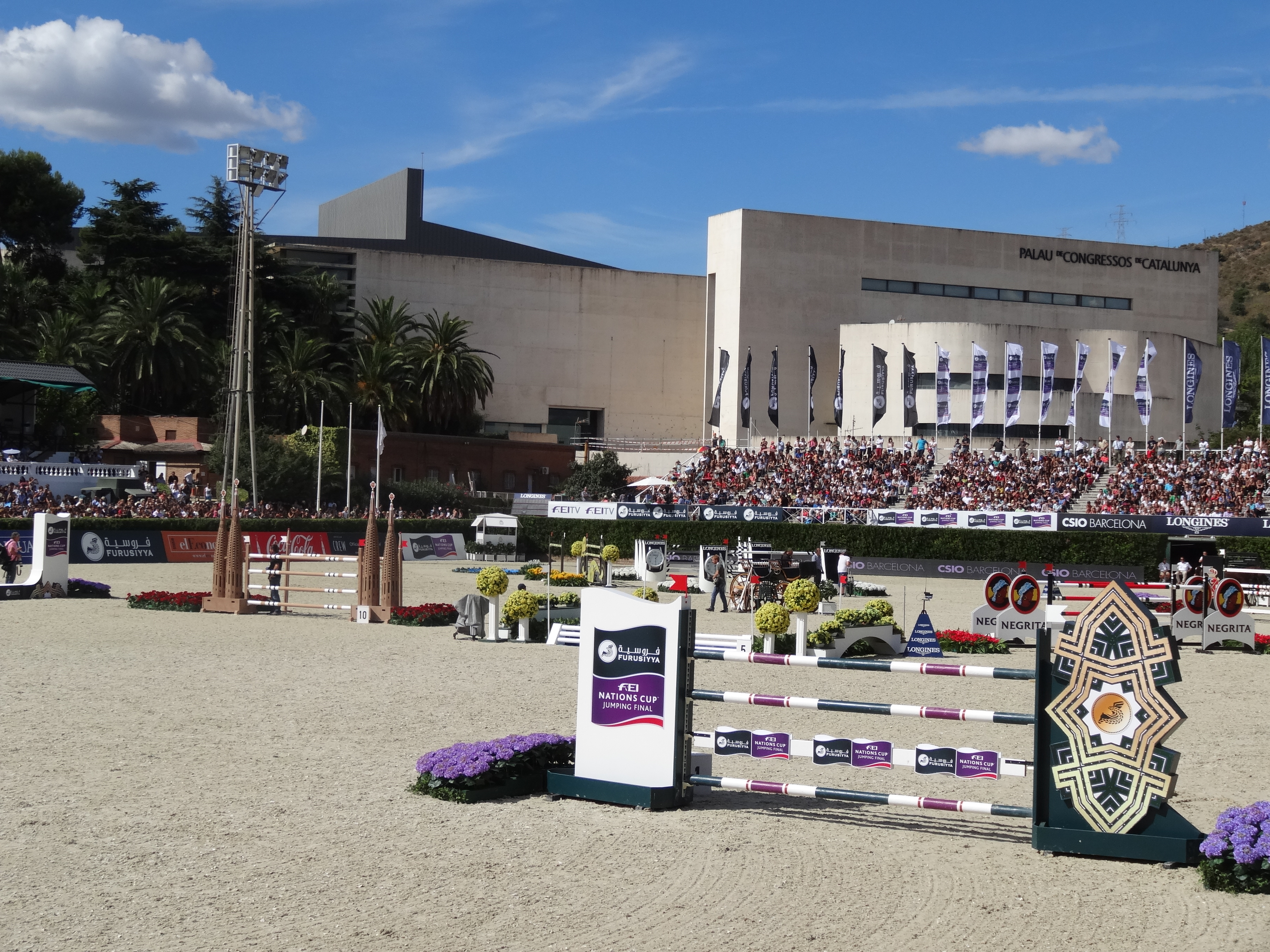
Parcours des CSIO Barcelona 2013

Das CSIO Barcelona ist ein internationales Reitturnier, das jedes Jahr im September auf dem Gelände des Real Club de Polo de Barcelona in Barcelona ausgetragen wird. Es zählt zu den größten und bekanntesten Reitturnieren Spaniens.

## Das Turnier
Das Turnier wird im Rahmen des Patronatsfestes zu Ehren von La Mercè (der Schutzmantelmadonna), der Schutzpatronin der Stadt Barcelona, ausgerichtet. Das Nationenpreisturnier ist als CSIO 5*, der höchsten Turnierkategorie im Springreiten, ausgeschrieben. Es zählt zu den traditionsreichsten Veranstaltungen im Springreiten, erstmals fand hier im Jahr 1902 ein Turnier statt.
Zeitlich am Abschluss der „grünen Saison“ gelegen hat sich das CSIO Barcelona als Finalturnier von Nationenpreisserien etabliert. Die Samsung Super League hatte hier während ihres gesamten Bestehens von 2003 bis 2008 ihre letzte Etappe, bei der die doppelte Anzahl an Wertungspunkten vergeben wurde. In den Jahren 2009 bis 2012 war Barcelona nicht mehr Teil der Spitzenliga der Nationenpreisserie, die nun den Namen „(Meydan) FEI Nations Cup“ trug. Stattdessen wurde beim CSIO Barcelona das „Promotional-League-Finale“ durchgeführt, bei den die Aufsteiger in den FEI Nations Cup ermittelt wurden. Mit der Abschaffung der Spitzenliga zur Saison 2013 wurde der CSIO Barcelona zum Finalturnier aller Nationenpreisligen. Im Zuge dessen wurde das Preisgeld massiv erhöht, von rund 380.000 Euro im Jahr 2012 auf 2,1 Millionen Euro ein Jahr darauf. Hiervon entfallen alleine 1,5 Millionen Euro auf die Finalprüfung des Nations Cups.

## Sieger im Großen Preis
| Jahr | Reiter                              | Pferd                    | Staat                  |
| ---- | ----------------------------------- | ------------------------ | ---------------------- |
| 1902 | Henry Leclerc                       | Gilles                   | Frankreich             |
| 1903 | Paul Burgade                        | Lisse Fleuron            | Frankreich             |
| 1904 | Capitán Moncada                     | Talador                  | Spanien                |
| 1905 | M.F. de Rovira                      | White                    | Spanien                |
| 1906 | Pedro Plandolit                     | Montjoie                 | Spanien                |
| 1907 | Rafael de Bustos                    | Comtesse - Bellevue      | Spanien                |
| 1908 | Teniente Balmori                    | Aza                      | Spanien                |
| 1909 | René Ricard                         | Abricot                  | Frankreich             |
| 1910 | René Ricard                         | Double R                 | Frankreich             |
| 1911 | René Ricard                         | Double R                 | Frankreich             |
| 1912 | Conde de Torrepalma                 | Geranium                 | Spanien                |
| 1913 | Pedro G. Goyoaga                    | Byorn                    | Spanien                |
| 1914 | Pedro G. Goyoaga                    | Vendeen                  | Spanien                |
| 1915 | Pedro G. Goyoaga                    | Cotorra                  | Spanien                |
| 1916 | Pedro G. Goyoaga                    | Bucephale                | Spanien                |
| 1917 | Teniente Felipe Gómez Acebo         | Capadillo                | Spanien                |
| 1918 | Marqués de los Trujillos            | Vendeen                  | Spanien                |
| 1919 | Marqués de los Trujillos            | Vendeen                  | Spanien                |
| 1920 | Alfredo Sanz                        | Talisman V               | Spanien                |
| 1921 | Fernando Barrón                     | Rossbiff                 | Spanien                |
| 1922 | Pablo Montoya                       | Jira                     | Spanien                |
| 1923 | Pablo Montoya                       | Jira                     | Spanien                |
| 1924 | José Herrero                        | Alí                      | Spanien                |
| 1925 | Capitán Carlos López Bourbon        | Kurdo                    | Spanien                |
| 1926 | Capitán Alfonso Jurado              | Meseta                   | Spanien                |
| 1927 | Capitán Benigno Aguirre             | Eléctrico                | Spanien                |
| 1928 | Capitán Alfonso Jurado              | Meseta                   | Spanien                |
| 1929 | Capitán Julio G. Fernández          | Revistada                | Spanien                |
| 1930 | Capitán Alfonso Jurado              | Bagatela                 | Spanien                |
| 1932 | Capitán Angel Somalo                | Royal                    | Spanien                |
| 1934 | Capitán Manuel Silió                | Elucidar                 | Spanien                |
| 1935 | Capitán Angel Somalo                | Royal                    | Spanien                |
| 1936 | Capitán Angel Somalo                | Royal                    | Spanien                |
| 1940 | Capitán Jaime García Cruz           | Tan Tan                  | Spanien                |
| 1941 | Comandante Joaquín Nogueras         | Elucidar                 | Spanien                |
| 1942 | Capitán Fernando López del Hierro   | Nebly                    | Spanien                |
| 1943 | Francisco Goyoaga                   | Tomillo                  | Spanien                |
| 1944 | Capitán Fernando López del Hierro   | Nebly                    | Spanien                |
| 1945 | Capitán Carlos Kirkpatrik           | Lequeitio                | Spanien                |
| 1946 | Francisco Goyoaga                   | Tomillo                  | Spanien                |
| 1947 | Alférez Isabelo Martínez Alcázar    | Desfondar                | Spanien                |
| 1948 | Francisco Goyoaga                   | Vergel                   | Spanien                |
| 1949 | Pierre Jonquères d’Oriola           | Marquis III              | Frankreich             |
| 1950 | Francisco Goyoaga                   | Bala                     | Spanien                |
| 1951 | Francisco Goyoaga                   | Menorca                  | Spanien                |
| 1952 | Comandante Alvaro Fernández Muñiz   | Chispa                   | Spanien                |
| 1953 | Capitán Cavaleiro                   | Invento                  | Portugal               |
| 1954 | Francisco Goyoaga                   | Bayamo                   | Spanien                |
| 1955 | Teniente Coronel Joaquín Nogueras   | Fogarata                 | Spanien                |
| 1956 | Comandante Alvaro Fernández Muñiz   | Fagulha                  | Portugal               |
| 1957 | Francisco Goyoaga                   | Thora                    | Spanien                |
| 1958 | Francisco Goyoaga                   | Sea Leopard              | Spanien                |
| 1959 | Francisco Goyoaga                   | Sea Leopard              | Spanien                |
| 1960 | Capitán Juan Nárdiz                 | Ixión                    | Spanien                |
| 1961 | Francisco Goyoaga                   | Rififí                   | Spanien                |
| 1962 | Capitán Piero D’Inzeo               | The Rock                 | Italien                |
| 1963 | Marc Bertrand de Balanda            | Sultán                   | Frankreich             |
| 1964 | Francisco Goyoaga                   | Kif Kif                  | Spanien                |
| 1965 | Marc Bertrand de Balanda            | Labrador                 | Frankreich             |
| 1966 | Capitán Enrique Martínez de Vallejo | Opium                    | Spanien                |
| 1967 | Alfredo Goyeneche Moreno            | On Dit                   | Spanien                |
| 1968 | Conde de Galiano                    | Prometteur               | Spanien                |
| 1969 | Luis Alvarez Cervera                | Bampur                   | Spanien                |
| 1970 | Hans Günter Winkler                 | Torphy                   | Deutschland            |
| 1971 | Sarah Dawes                         | The Maverick III         | Vereinigtes Königreich |
| 1972 | Luis Alvarez Cervera                | Val de Loire             | Spanien                |
| 1973 | Alfonso Segovia                     | Tic Tac                  | Spanien                |
| 1974 | Hans Günter Winkler                 | Torphy                   | Deutschland            |
| 1975 | Alison Ward                         | Pleeman                  | Vereinigtes Königreich |
| 1976 | Duque de Aveiro                     | Kurfürst                 | Spanien                |
| 1977 | Teniente Coronel Piero D’Inzeo      | Easter Light             | Italien                |
| 1978 | Daniel Constant                     | Danoso                   | Frankreich             |
| 1979 | Luis Alvarez Cervera                | Romeo                    | Spanien                |
| 1980 | Alejandro Zambrano                  | Speed                    | Spanien                |
| 1981 | Luis Alvarez Cervera                | Izalco                   | Spanien                |
| 1982 | Pierre Delcourt                     | Sami                     | Belgien                |
| 1983 | Michael Whitaker                    | Overton Amanda           | Vereinigtes Königreich |
| 1984 | John Whitaker                       | Hopcotch                 | Vereinigtes Königreich |
| 1985 | Michael Fervers                     | Santa Claus              | Deutschland            |
| 1986 | Xavier Leredde                      | Jalisco B                | Frankreich             |
| 1987 | Manuel Malta da Costa               | Nacar de Tupot           | Portugal               |
| 1993 | Fernando Fourcade                   | Sant Patrignano Ryon     | Spanien                |
| 1994 | Markus Fuchs                        | Blue Point               | Schweiz                |
| 1995 | Nick Skelton                        | Everest Showtime         | Vereinigtes Königreich |
| 1996 | Paul Darragh                        | Cera                     | Irland                 |
| 1997 | Klaus Reinacher                     | Leo K                    | Deutschland            |
| 1998 | Jacobo Maldonado                    | My Blood                 | Spanien                |
| 1999 | Fernando Sarasola                   | Ennio                    | Spanien                |
| 2000 | Johan Philippaerts                  | Premium de Laubry        | Belgien                |
| 2001 | Scott Smith                         | Cabri d'Ell              | Vereinigtes Königreich |
| 2002 | William Funnell                     | Amber du Montois         | Vereinigtes Königreich |
| 2003 | Bruno Broucqsault                   | Dileme de Cephe          | Frankreich             |
| 2004 | Heinrich-Hermann Engemann           | Aboyeur W                | Deutschland            |
| 2005 | Gerco Schröder                      | Eurocommerce Milano      | Niederlande            |
| 2006 | Michael Whitaker                    | Insul Tech Portofino 63  | Vereinigtes Königreich |
| 2007 | Ricardo Jurado                      | Procasa Julia des Brumes | Spanien                |
| 2008 | Gerco Schröder                      | Eurocommerce Milano      | Niederlande            |
| 2009 | Jessica Kürten                      | Castle Forbes Cosma      | Irland                 |
| 2010 | Billy Twomey                        | J'Taime Flamenco         | Irland                 |
| 2011 | Eric Lamaze                         | Atlete Van't Heike       | Kanada                 |
| 2012 | Julien Epaillard                    | Monalisa Ls              | Frankreich             |
| 2013 | Patrice Delaveau                    | Carinjo Hdc              | Frankreich             |
| 2014 | Kent Farrington                     | Uceko                    | Vereinigte Staaten     |
| 2015 | Denis Lynch                         | All Star                 | Irland                 |
| 2016 | Darragh Kenny                       | Go Easy de Muze          | Irland                 |
| 2017 | Pieter Devos                        | Claire Z                 | Belgien                |
| 2018 | nicht ausgetragen                   |                          |                        |
| 2019 | Pieter Devos                        | Jade v. Bisschop         | Belgien                |
| 2021 | nicht ausgetragen                   |                          |                        |

## Sieger im Nationenpreis
Ergebnisse ab 2003:
| Jahr | Sieger Nationenpreis | Reiter und Pferde |
| ---- | -------------------- | --- |
| 2003 | Deutschland          | Lars Nieberg mit Adlantus As FRH, Marco Kutscher mit Montender, Christian Ahlmann mit Cöster, Ludger Beerbaum mit Gladdys S                           |
| 2004 | Deutschland          | Pia-Luise Aufrecht mit Abrisca, René Tebbel mit Farina, Ulrich Kirchhoff mit Carino, Heinrich-Hermann Engemann mit Aboyeur W                          |
| 2005 | Niederlande          | Jeroen Dubbeldam mit Nassau, Harrie Smolders mit Oliver, Leon Thijssen mit Nairobi, Gerco Schröder mit Milano                                         |
| 2006 | Deutschland          | Christian Ahlmann mit Cöster, Marco Kutscher mit Montender, René Tebbel mit Coupe de Coeur, Marcus Ehning mit Gitania                                 |
| 2007 | Deutschland          | Christian Ahlmann mit Lorenzo, Thomas Mühlbauer mit Asti Spumante, Marco Kutscher mit Cornet Obolensky, Marcus Ehning mit Sandro Boy                  |
| 2008 | Deutschland          | Carsten-Otto Nagel mit Corradina, Otto Becker mit Con Air, Marco Kutscher mit Cornet Obolensky, Ludger Beerbaum mit All Inclusive NRW                 |
| 2009 | Spanien              | Sergio Álvarez Moya mit Wisconsin, Pilar Lucrecia Cordon Muro mit Herald, Rutherford Latham mit Guarana Champeix, Ricardo Jurado mit Julia des Brumes |
| 2010 | Dänemark             | Andreas Schou mit Uno's Safier, Emilie Martinsen mit Caballero, Thomas Sandgaard mit Rubber Ball, Tina Lund mit Zamiro                                |
| 2011 | Schweden             | Malin Baryard-Johnsson mit Tornesch, Angelica Augustsson mit Mic Mac du Tillard, Svante Johansson mit Caramell, Rolf-Göran Bengtsson mit Quintero     |
| 2012 | Spanien              | Pilar Lucrecia Cordon Muro mit Nuage Bleu, Paola Amilibia Puig mit Prunella d'Ariel, Manuel Añón mit Baldo DS, Sergio Álvarez Moya mit Action-Breaker |
| 2013 | Frankreich           | Patrice Delaveau mit Orient Express, Aymeric de Ponnat mit Armitages Boy, Simon Delestre mit Qlassic Bois Margot, Pénélope Leprevost mit Nayana       |
| 2014 | Niederlande          | Jeroen Dubbeldam mit Zenith, Maikel van der Vleuten mit Verdi, Jur Vrieling mit Bubalu, Gerco Schröder mit London                                     |
| 2015 | Belgien              | Olivier Philippaerts mit Armstrong van de Kapel, Judy-Ann Melchior mit As Cold As Ice Z, Jos Lansink mit For Cento, Gregory Wathelet mit Conrad       |
| 2016 | Deutschland          | Christian Ahlmann mit Taloubet Z, Marcus Ehning mit Pret A Tout, Janne Friederike Meyer mit Goja, Ludger Beerbaum mit Casello                         |
| 2017 | Niederlande          | Jur Vrieling mit Glasgow van't Merelsnest, Michel Hendrix mit Baileys, Marc Houtzager mit Calimero, Harrie Smolders mit Don Z                         |
| 2018 | Belgien              | Niels Bruynseels mit Gancia de Muze, Pieter Devos mit Claire Z, Jos Verlooy mit Caracas, Nicola Philippaerts mit Harley v/d Bisschop                  |
| 2019 | Irland               | Peter Moloney mit Chianti's Champion, Paul O’Shea mit Machu Picchu, Darragh Kenny mit Balou du Reventon, Cian O’Connor mit Final                      |
| 2021 | Irland               | Maikel van der Vleuten mit Beauville Z, Willem Greve mit Carambole, Sanne Thijssen mit Con Quidam, Harrie Smolders mit Monaco                         |